# Soala
Soala är en ort i Burkina Faso.   Den ligger i provinsen Province du Boulkiemdé och regionen Centre-Ouest, i den centrala delen av landet, 60 km nordväst om huvudstaden Ouagadougou. Soala ligger 306 meter över havet och antalet invånare är 2 162.
Terrängen runt Soala är platt. Närmaste större samhälle är Boussé, 7,7 km öster om Soala.
Trakten runt Soala består till största delen av jordbruksmark. Runt Soala är det ganska tätbefolkat, med 100 invånare per kvadratkilometer.